# Église Notre-Dame-de-l'Assomption (Parijs)
De Église Notre-Dame-de-l'Assomption (Kerk van Onze-Lieve-Vrouw-Tenhemelopneming) is een rooms-katholieke koepelkerk in de Franse hoofdstad Parijs, gesitueerd op de hoek van de Rue Saint-Honoré en de Rue Cambon in het 1e arrondissement. De kerk, gebouwd tussen 1670 en 1676, veranderde in 1884 van bestemming: tegenwoordig is het de Poolse kerk van Parijs.

## Geschiedenis van de bouw

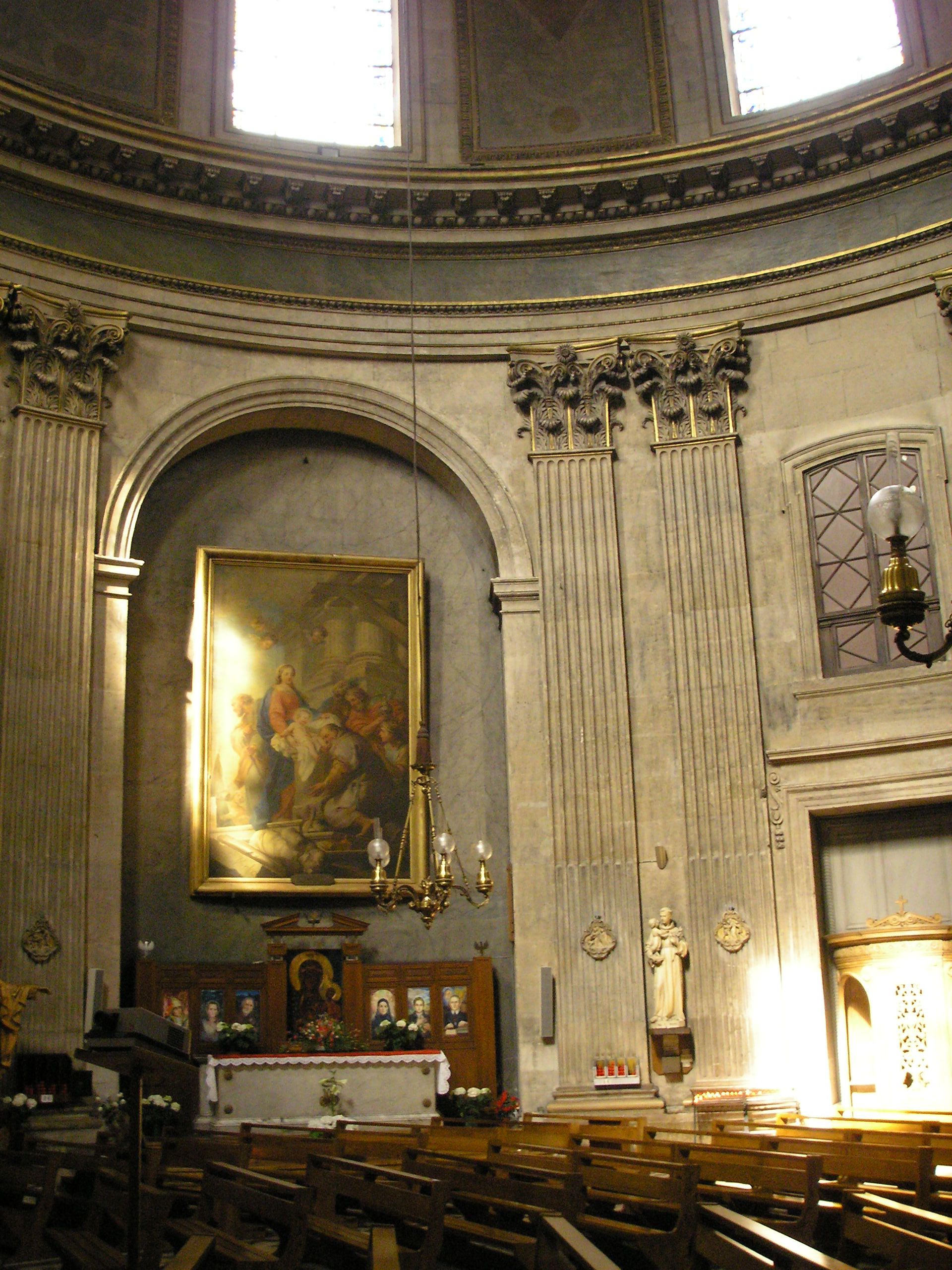
Interieur van de kerk

In de 17e eeuw werd een huis aan de Rue Saint-Honoré, tot dan toe eigendom van de jezuïeten, overgedragen aan de Dames van Maria-Tenhemelopneming. Deze begonnen met de bouw van de kerk. Voor de bouw van de kapel deed men een beroep op de architect Charles Errard. Laatstgenoemde verbeelf destijds in Rome, en was in de ban geraakt van het italianisme. Hij baseerde zijn ontwerp op de architectuur van de klassieke oudheid en de Renaissance. Vanwege verplichtingen in Rome kon hij niet aanwezig zijn bij de bouw van de Notre-Dame, dus gaf hij de leiding over aan meesteraannemer M. Chéret. Als gevolg van kritiek op de constructie van de kerk beschuldigde Errard Chéret ervan zijn plannen te hebben gewijzigd.

## Architectuur
De façade bevat een peristylium met zes Korinthische zuilen, met daarbovenop een driehoekige fronton. Hij vertoont enige gelijkenis met de Sorbonne, die echter enkele eeuwen ouder is. De koepelkerk heeft een diameter van 24 meter, met eenvoudige pilaren in het lagere gedeelte. De koepel zelf telt 8 raamopeningen, die worden afgewisseld door nissen met standbeelden.

### Belangrijke elementen
- L'Assomption, fresco in de koepel van Charles de la Fosse

## Trivia
- Op 22 mei 1838 werd Talleyrand hier op een provisorische manier begraven - het was slechts tijdelijk, omdat zijn graf in Valençay nog niet af was. Drie maanden later werd hij opgegraven en naar zijn echte laatste rustplaats gebracht.